# 离宫增二
飛馬座39，又名BD+19 4949，HD 213617、SAO 107986、HR 8586，是飛馬座的一颗恒星，视星等为6.42，位于銀經83.91，銀緯-31.92，其B1900.0坐标为赤經22h 27m 45.5s，赤緯+19° -31.92′ 52″。